# Carl von Tiedemann

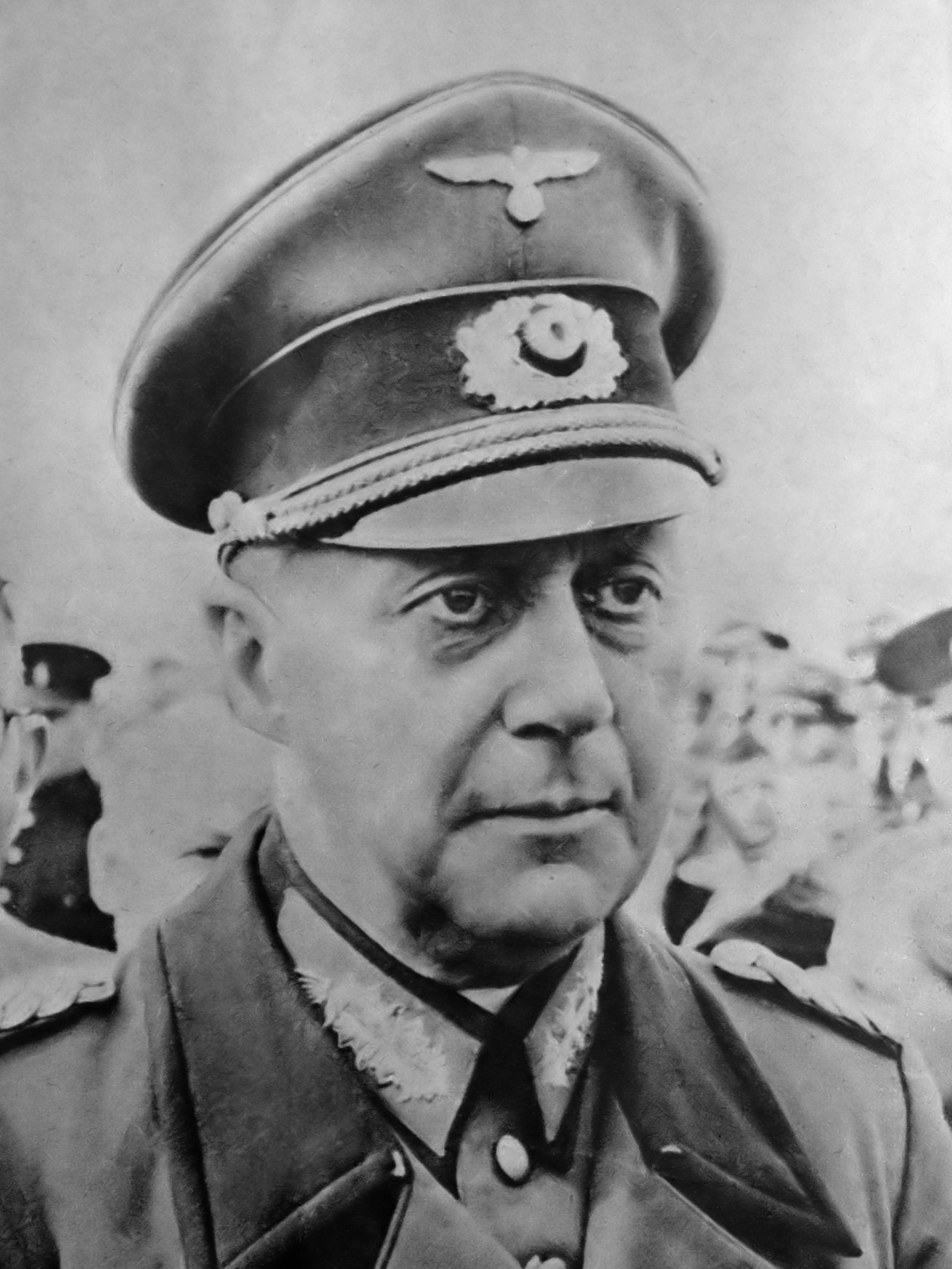
Carl von Tiedemann (1940)

Carl Gerhard Rudolf von Tiedemann (* 28. Juni 1878 in Labehn; † 10. März 1979 in Wentorf bei Hamburg) war ein deutscher Generalleutnant im Zweiten Weltkrieg.

## Leben
Tiedemann war der Sohn von Carl Albert von Tiedemann (1834–1896) und Marie Wilhelmine Emilie Henriette von Puttkamer (1848–1929). Er trat am 25. März 1898 als Fahnenjunker in das Grenadier-Regiment „König Friedrich Wilhelm IV.“ (1. Pommersches) Nr. 2 der Preußischen Armee ein und wurde dort am 17. Oktober 1899 zum Leutnant befördert. Ab 19. Dezember 1905 versah er seinen Dienst beim 6. Westpreußischen Infanterie-Regiment Nr. 149, wurde am 17. September 1909 Oberleutnant und war ab 1. Oktober 1912 als Adjutant beim Bezirkskommando Schneidemühl tätig. Anschließend kehrte er in das 6. Westpreußische Infanterie-Regiment Nr. 149 zurück, wo er als Hauptmann im Stab des I. Bataillons eingesetzt wurde.
Mit Ausbruch des Ersten Weltkriegs folgte Tiedemanns Versetzung in das durch sein bisheriges Regiment gemäß Mobilmachungsplan neu aufgestellte Reserve-Infanterie-Regiment Nr. 34. Mit diesem Regiment beteiligte er sich an der Ostfront zunächst an den Schlachten bei Gumbinnen, bei Tannenberg sowie an den Masurischen Seen. Im weiteren Kriegsverlauf kämpfte Tiedemann u. a. in der Winterschlacht in Masuren und lag ab 3. Oktober 1915 in Stellungskämpfen zwischen Krewo-Smorgon-Narotsch-Tweretsch. Im Dezember 1916 aus der Front herausgelöst und in den Westen transportiert, lag er hier ab Mitte Januar 1917 in Stellungskämpfen in Flandern und Artois. Von April bis Mitte Mai folgte die Frühjahrsschlacht bei Arras. Im Juli in die Champagne verlegt, kämpfte Tiedemann hier bei Verdun und ab Oktober in den Argonnen. Zeitweise war er beim Stab der 80. Reserve-Division tätig. Erst Ende März 1918 ging er mit seinem Regiment während der Großen Schlacht in Frankreich in die Offensive. Nach der Einstellung des deutschen Angriffs lag er zumeist in Stellungs- und Rückzugskämpfen. Für seine Leistungen während des Krieges hatte man ihn mit beiden Klassen des Eisernen Kreuzes, dem Ritterkreuz des Königlichen Hausordens von Hohenzollern mit Schwertern, dem Verwundetenabzeichen in Schwarz sowie dem Hanseatenkreuz der Stadt Hamburg ausgezeichnet. Außerdem war Tiedemann Ehrenritter des Johanniterordens.
Nach Kriegsende, Rückführung in die Heimat und Demobilisierung seines Regiments wurde Tiedemann Anfang 1919 zum Westpreußischen Infanterie-Regiment Nr. 149 zurückversetzt. Nachdem auch dieses Regiment demobilisiert worden war, schloss Tiedemann sich einer Freiformation an. Er wurde in die Vorläufige Reichswehr übernommen und dem Reichswehr-Schützen-Regiment 4 zugeteilt. Mit der Bildung der Reichswehr wurde Tiedemann Kompaniechef im Infanterie-Regiment 4 und mit der Beförderung zum Major am 1. April 1922 in den Stab der 2. Division nach Stettin versetzt. Im August 1925 folgte seine Ernennung zum Kommandeur des II. Bataillons des 17. Infanterie-Regiments. In dieser Stellung am 1. Februar 1928 zum Oberstleutnant befördert, wurde Tiedemann im März 1929 in den Stab des 9. (Preußisches) Infanterie-Regiments versetzt und im Oktober des gleichen Jahres zum Kommandeur des Wachregiments der Kommandantur Berlin ernannt. Nach seiner Beförderung zum Oberst am 1. Februar 1931 schied Tiedemann zum 31. Januar 1932 unter gleichzeitiger Verleihung des Charakters als Generalmajor aus dem aktiven Militärdienst.
Seine Reaktivierung erfolgte jedoch schon fünf Monate später zum 1. Juli 1932. Hier fungierte er zunächst als Zivilist im Stab des Infanterieführers II in Schwerin. Am 1. Oktober 1933 wurde Tiedemann für den aktiven Militärdienst reaktiviert, wo er bis April 1936 als Kommandeur des Wehrbezirks von Labes fungierte. Anschließend war er Landwehrkommandant von Stargard in Pommern und erhielt am 1. Oktober 1937 das Patent zu seinem Dienstgrad als Generalmajor.
Im Zuge der allgemeinen Mobilmachung im August 1939 wurde Tiedemann zum Kommandeur der 207. Infanterie-Division ernannt, mit der er anschließend beim Überfall auf Polen bis nach Gdingen vorstieß. Nach Beendigung des Blitzkrieges gegen Polen verblieb die Division bis Dezember 1939 dort als Besatzungsmacht. Hier wurde Tiedemann am 1. November 1939 zum Generalleutnant befördert. Anschließend wurde seine Division zur Grenzsicherung nach Westfalen verlegt, wo sie am Sitzkrieg beteiligt war. Mit Beginn des Westfeldzugs marschierte die Division unter Tiedemann über Holland bis kurz vor Paris. Nach Beendigung des Feldzuges wurde die Division nach Deutschland zurückverlegt und im August 1940 aufgeteilt und „beurlaubt“.
Im Zuge des bevorstehenden Balkanfeldzuges wurde die Division unter Tiedemann, nunmehr als 207. Sicherungs-Division, neu etabliert und war ab Juni 1941 am Ostfeldzug beteiligt. Dort war sie im Rahmen der Heeresgruppe Nord vorwiegend mit Sicherungsaufgaben im Rückwärtigen Heeresgebiet beauftragt, aber auch an den Abwehrkämpfen gegen ins Rückwärtige Heeresgebiet durchgebrochene feindliche Verbände im Winter 1941/42 und russische Partisanen. Vom 11. Oktober bis 11. November 1941 war Tiedemann in Vertretung Befehlshaber des Rückwärtigen Heeresgebietes Nord, da der Befehlshaber Franz von Roques kurzzeitig ein Frontkommando hatte. Anfang 1942 äußerte er, dass die Partisanen als Soldaten zu behandeln seien und regte eine andere, „allzu menschliche“ Behandlung anstelle der Erschießung an. Diese Äußerungen wurden als Kritik an der Staatsführung aufgefasst und als Zersetzung verstanden. Der Vorgang fand eine Erfassung im Reichssicherheitshauptamt. Am 1. Januar 1943 wurde Tiedemann, wie einige andere ältere Offiziere vom Divisionskommandeur an aufwärts, an der Ostfront in die Führerreserve versetzt und übergab das Kommando der 207. Sicherungs-Division an Generalleutnant Erich Hofmann. Im Rahmen der Aktion „Winterfestigkeit“ versetzte das Heerespersonalamt damals diejenigen Generale, „die den hohen Anforderungen des russischen Winters voraussichtlich nicht mehr gewachsen“ seien, in die Führerreserve. Tiedemann bekam kein neues Kommando mehr. Am 30. April 1943 wurde er aus dem aktiven Wehrdienst verabschiedet.
Carl von Tiedemann war Vater des 1943 geborenen Fernseh-Schauspielers und Moderators Carlo von Tiedemann, der aus seiner dritten Ehe mit Fides von Kleist (1910–1980) stammte, die er 1940 in Stargard geheiratet hatte. Zuvor hatte er 1910 Bessie Hughes in St Leonards-on-Sea geheiratet und 1923 in Eystrup Irmgard Julie Minna Edith von Tschirschnitz.
Das Grab von Tiedemanns befindet sich auf dem Ev. Friedhof in Wankendorf (Amt Bokhorst-Wankendorf).